# Sobrio (canción)
«Sobrio» es una canción del cantante colombiano Maluma. Fue lanzada el 8 de julio de 2021 a través de Sony Music Latin, como primer sencillo de su sexto álbum de estudio, Don Juan (2023).

## Antecedentes y lanzamiento
A finales de junio e inicios de julio en el año 2021, Maluma compartió contenido relacionado con el lanzamiento de la canción en su cuenta oficial de Instagram. Además, decidió republicar las historias de las personas que lo etiquetaron en el momento de ver por primera vez el videoclip de «Sobrio». Una semana antes del lanzamiento de la canción, Maluma anunció que lanzaría nuevas canciones, razón por la que sus seguidores se encontraban a la expectativa.

## Música y letra
Musicalmente, el dembow y el ritmo de reguetón suave empuja a la canción a un pop bailable. Líricamente, la canción habla lo peligroso que es combinar el alcohol con los sentimientos, especialmente el desamor.

## Video musical
El video musical fue lanzado simultáneamente con el sencillo el 8 de julio de 2021. En el video, Maluma se representa como un gentleman punk. Vestido con traje de raya diplomática, pero con un peinado de laterales rapados que potencia la cresta.

## Posicionamiento en listas
| Lista (2021)                       | Mejor posición |
| ---------------------------------- | -------------- |
| Argentina Airplay (Monitor Latino) | 2              |
| Costa Rica Urbano (Monitor Latino) | 1              |
| Ecuador Urbano (Monitor Latino)    | 1              |
| El Salvador (Monitor Latino)       | 1              |
| Uruguay (Monitor Latino)           | 1              |
| Guatemala (Monitor Latino)         | 3              |